# L'Aventure de Cabassou
Pour plus de détails, voir Fiche technique et Distribution.
L'Aventure de Cabassou est un film français réalisé par Gilles Grangier en 1945.

## Synopsis
Trompé par sa femme avec un jeune compositeur, Cabassou, désespéré, passe pour mort aux yeux de la population. Il est pris pour un fantôme, car, vivant dans une grotte, il ne sort que la nuit. Son ami Motto le persuade de "commercialiser" cette situation. Dorénavant, on paiera pour entendre la voix du fameux fantôme. Désormais, il va devenir célèbre. C'est l'instant qu'il choisira pour redevenir vivant.

## Fiche technique
- Titre : L'Aventure de Cabassou
- Réalisation : Gilles Grangier
- Scénario : Léopold Marchand
- Adaptation : Paul Brulat
- Dialogues : Léopold Marchand
- Assistant réalisateur : Michel Boisrond
- photographie : Charles Suin
- Montage : Jeanne Rongier
- Décors : Robert Giordani
- Musique : Roger Dumas
- Son : Robert Biard
- Production : Les Films René Pagnol
- Directeur de production : Jean Martinetti
- Tournage du 6 décembre 1945 à janvier 1946
- Pays :  France
- Format : Pellicule : 35 mm, Noir et blanc
- Durée : 105 minutes
- Genre : Comédie
- Dates de sortie en France : 
  - le 3 juin 1946 à Marseille
  - le 25 juin 1947 à Paris

## Distribution
- Fernandel : Marius Cabassou, architecte
- Micheline Francey : Mathilde Cabassou, la femme de Marius
- André Fouché : Octave Berge
- Henri Poupon : M. Faraille, le maire
- Marcel Maupi : Scipion Motto, le cabaretier
- Henri Arius : M. Carcenac
- Robert Vattier : M. de Sanizette Valdamour
- Henri Vilbert : M. Gaudin
- Auguste Mourriès : M. Roubide
- Gerlatta : Mlle Michaud